# Лащ-Тучапский, Михал Александр

Герб Правдзиц

Михал Александер Адам Лащ-Тучапский (пол. Aleksander Michał Łaszcz; ок. 1650—1653 — после 27 октября 1719 — до 3 марта 1720) — государственный и военный деятель Речи Посполитой. Воевода Белзский (1710—1720), каштелян Белза (1699—1710), староста Грабовецкий, Ясельский, староста Медицкий, королевский ротмистр, полковник посполитого рушения Белзского воеводства (1702).

## Биография
Представитель влиятельного польского шляхетского рода Лащей-Тучапских герба Правдзиц. Сын Самуила Лаща, стражника коронного, и Гелены Гумецкой. Отец его польский шляхтич, прославился многочисленными разбойными нападениями и насилиями. Род Тучапских принадлежал шляхетскому роду среднего достатка, который в середине XV века переехал из Мазовии и поселился в Белзской земле, в селе Тучапы (Лащи Тучапские).
Начал свою карьеру при дворе короля Яна III Собеского. Женился на представительнице рода Дубровицких. Вскоре получил должность ротмистра королевского.
В 1683 году во главе коронной хоругви участвовал в Венской битве под командованием короля Яна III. В том же году стал старостой Грабовецким, а в 1690 году — старостой ясельским. После смерти жены в 1693 году женился на шляхтянке из рода Моджевских. В 1696 был послом (депутатом) сейма белзского воеводства.
В 1699 году назначен каштеляном Белзского замка. Посол (депутат) пацификационного сейма 1699 года. В 1704 году участвовал в Сандомирской конфедерации.
В 1710 году становится белзским воеводой. В 1715 г. получил орден Белого Орла. Умер в 1720 году в должности белзского воеводы.